# BLC1

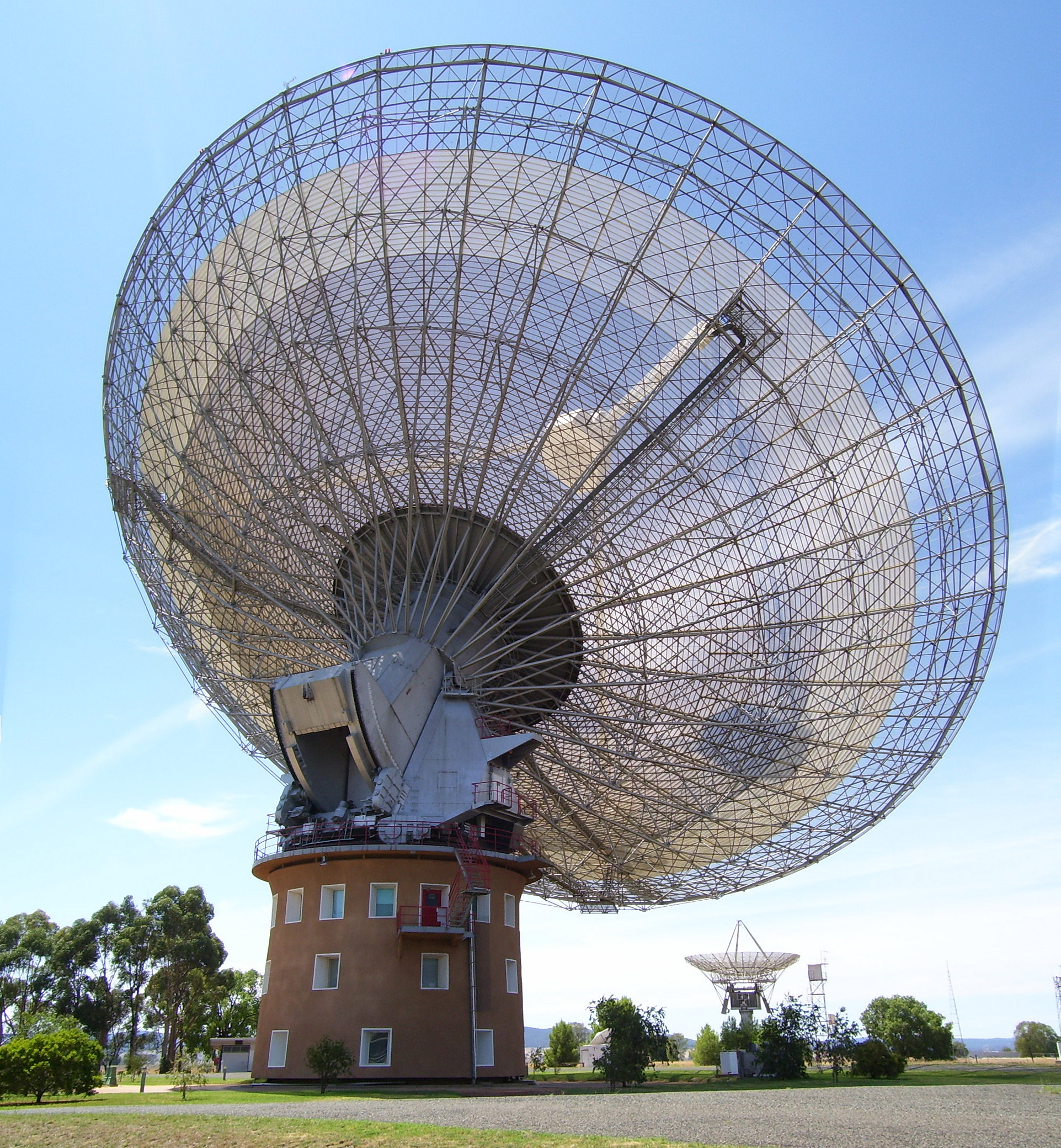
Observatorium, das BLC1 entdeckt hat

BLC1 (Breakthrough Listen Candidate 1) ist ein am 18. Dezember 2020 über The Guardian öffentlich bekannt gegebener Kandidat für ein künstliches Radiosignal, das anscheinend aus der Richtung von Proxima Centauri, dem der Sonne nächstgelegenen Stern in etwa 4,2 Lichtjahren Entfernung, stammt.
Das Signal hat mit einer Frequenz von 982,002 MHz eine sehr schmale Bandbreite, was der Meinung vieler Radioastronomen nach die Möglichkeit einer natürlichen Radioquelle mindert. Eine scheinbare Verschiebung der Frequenz (Blauverschiebung) steht nicht im Einklang mit dem durch die Bewegung von Proxima Centauri b – einem Planeten von Proxima Centauri – verursachten Doppler-Effekt.
Das Radiosignal wurde während einer 30-stündigen Beobachtung aufgezeichnet, die von Breakthrough Listen und dem Parkes-Observatorium in Australien im April und Mai 2019 durchgeführt wurden. Bis Dezember 2020 haben Folgebeobachtungen das Signal nicht erneut entdeckt, ein Schritt, der notwendig ist, um zu bestätigen, dass das Signal eine Technosignatur darstellt. Mit Stand Ende Januar 2021 wird das Signal von Mitarbeitern des Projekts als Störung eingeschätzt.

## Hintergründe
Die Geschichte um das von SETI im Dezember 2020 gemeldete Radiosignal begann am 29. April 2019, als Wissenschaftler anfingen, Daten mit Hilfe des Parkes-Radioteleskops in Australien zu sammeln, um darin nach Anzeichen von Flares beim roten Zwergstern Proxima Centauri zu suchen. Da Proxima Centauri auch ein sogenannter Flare-Stern ist, wollte man u. a. wissen, welchen Einfluss diese Flares auf die Planeten von Proxima Centauri (Proxima Centauri b und Proxima Centauri c) haben könnten.
Proxima Centauri b hat die etwa 1,2-fache Erdmasse, bewegt sich in einer 11 Tage dauernden Umlaufbahn um seinen Stern, befindet sich in der habitablen Zone, die flüssiges Wasser ermöglicht und besitzt vielleicht auch eine Atmosphäre, vorausgesetzt, dass sie nicht bereits Proxima Centauris Sterneneruptionen (Flares) zum Opfer gefallen ist. Ein weiterer allerdings unbewohnbarer Planet, der Proxima Centauri umkreist, ist Proxima Centauri c, mit 7 Erdmassen eine Supererde. Er benötigt für einen Umlauf um seinen Stern etwa 5,2 Jahre.

### Entdeckung des Signals

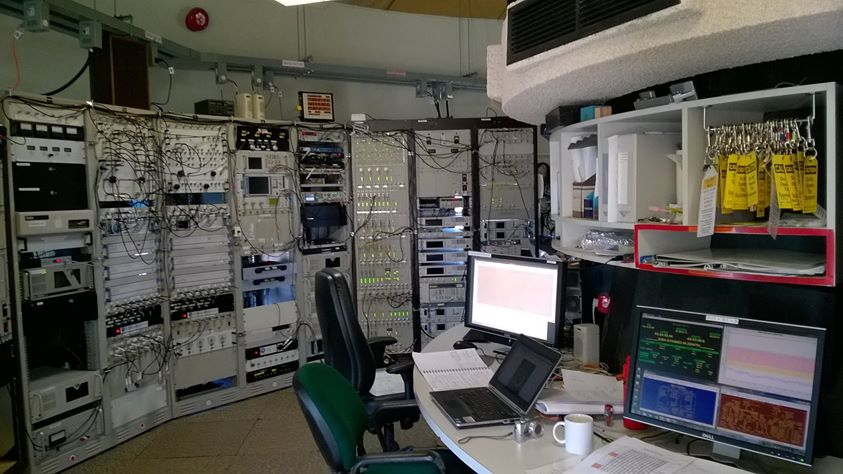
Zentrale des Parkes-Radioteleskops

Nachdem die Astronomen den Stern mit Hilfe des Parkes-Radioteleskops 26 Stunden lang beobachtet hatten, markierten sie die gewonnenen Daten, um sie später analysieren zu können. Diese Aufgabe fiel Shane Smith im Juni 2020 zu, der am Hillsdale College in Michigan studiert und als Praktikant beim SETI-Programm von Andrew Siemion an der University of California, Berkeley tätig ist. Bei der Auswertung der Daten Ende Oktober 2020 stieß Shane auf die schmalbandige Emission von genau 982,002 Megahertz. Die Entdeckung wurde vor der Veröffentlichung von wissenschaftlichen Studien dazu als Leak über die Presse bekanntgegeben.

### Möglicherweise korrelierte Ereignisse
In einer 10 Tage zuvor veröffentlichten Studie anderer Astronomen berichteten diese, ebenfalls im April und Mai 2019 von Proxima Centauri „einen hellen, lang andauernden optischen Flare, begleitet von einer Reihe intensiver, kohärenter Radiobursts“ ohne schmale Bandbreite beobachtet zu haben, ohne dies direkt mit BLC1 in Verbindung zu bringen. Diese und andere zuvor beobachtete Ausbrüche weisen darauf hin, dass Planeten um Proxima Centauri und ähnliche Rote Zwerge wahrscheinlich eher unbewohnbar für Menschen und andere derzeit bekannte Lebensformen sind.

### Breakthrough Listen
Breakthrough Listen ist ein privat finanziertes Projekt, bei dem unter anderem an Breakthrough Starshot, welches beabsichtigt Lichtsegel in Richtung Proxima Centauri zu senden, gearbeitet wird.

## Das Signal

### Auswertung
Die mit der Analyse der gewonnenen Daten betraute Sofia Sheikh von der Pennsylvania State University, die auch Namensgeberin des Signals „BLC1“ ist, sagte:

„Es ist das aufregendste Signal, das wir im Rahmen des Breakthrough-Listen Projekts gefunden haben, denn noch nie zuvor ist ein Signal durch so viele unserer Filter gelangt.“

Das Signal hat eine enge Bandbreite, die Frequenz scheint zu driften und das Signal verschwindet, sobald das Teleskop auf eine andere Himmelsregion gerichtet wird.
Nach Aussagen des Breakthrough-Teams hat das Signal alle Filter durchlaufen, um menschengemachte Signale auszuschließen. Bei der Überprüfung der Daten wurde u. a. eine Technik namens Nodding verwendet, bei der das Teleskop eine Zeitlang auf das Zielobjekt gerichtet ist, dann aber die gleiche Zeit nochmals an einen anderen Ort des Himmels „wegschaut“, um festzustellen, ob ein potenzielles Signal vom Ziel und nicht etwa von der Mikrowelle in der Cafeteria des Observatoriums kommt. Nach derzeitigem Wissen besitzt das Signal keine Spur einer Modulation, die darauf hinweist, dass mit einer Veränderung seiner Eigenschaft eine Informationsübertragung ermöglicht worden wäre.

#### 15 ähnliche Aufzeichnungen
In zwei Studien berichten Astronomen im Oktober 2021, dass 15 Signale zwischen 2019 und 2020, die 'BLC1' ähneln und nicht aus der Nähe von Proxima Centauri stammen, darauf hindeuten, dass BLC1 keine Technosignatur oder Radiosignal von Außerirdischen war und stattdessen wahrscheinlich auf Funkstörung – menschenverursachte elektromagnetische Interferenz (RFI) – zurückzuführen ist. So heißt es in einer der Studien (übersetzt):

Wir fanden 15 ähnlich aussehende Merkmale in diesen nicht-ProxCen UWL-Beobachtungen. Eine visuelle Inspektion der vollständigen Kadenzen, die diese Merkmale umgeben, zeigt, dass 14 von ihnen sich von den blc1-ähnlichen Signalen in Morphologie, Länge, Driftverhalten und/oder Signalstärke über die Zeit unterscheiden. Eines der 15 Merkmale ist jedoch eindeutig eine RFI, da es sowohl in den On-Source- als auch in den Off-Source-Beobachtungen bestehen bleibt. Es erschien vier Tage vor blc1 und scheint möglicherweise zu der Gruppe zu gehören, die blc1 und die ähnlichen Signale der ProxCen-Kampagne umfasst

### Herkunft
Seth Shostak vom Forschungsinstitut SETI listete mehrere Möglichkeiten auf, welche Quellen als mögliche Ursache für das mysteriöse Signal in Frage kommen könnten:
- Es handelt sich um Signale eines Satelliten, der die Erde umkreist.
- Das Signal stammt möglicherweise nicht von Proxima Centauri, sondern aus dem Weltraum hinter dem Stern.
- Es handelt sich um natürliche Radiostrahlen, wie sie beispielsweise von Jupiter her als Synchrotronstrahlung bekannt sind.
- Das Signal ist lediglich lokaler Natur und stammt z. B. von einem Mikrowellenherd.

Astronom Jason Wright erläuterte, dass der nächstgelegene Stern auch als relativ wahrscheinlicher Ursprungsort eines Radiosignals gesehen werden kann, sofern man interstellare Kommunikationsnetzwerke – etwa ähnlich den Konzepten Interplanetaren Internets – in Betracht zieht. Später erklärte er jedoch: 

„Wir sind daran, die Paper über das Signal einzureichen. Wir sind jetzt praktisch sicher, dass es Interferenz ist. Ich kann nicht ins Detail gehen. Unsere Absicht war jedoch, dies eine Art Wegbereiter sein zu lassen, also sind wir glücklich über diese Gelegenheit. Es ist das erste Signal, das unseren Basistest bestanden hat.“

Die Frequenzverschiebung des Signals ist ein Indiz dafür, dass sich die Signalquelle bewegt, wie dies z. B. bei einem Planeten der Fall ist, der einen Stern umrundet. Seth Shostak erklärte:

„Das Signal kommt nicht von einer Antenne auf der Erde. Das macht es per Definition nicht-irdisch, aber deshalb ist es noch lange kein Alien-Signal.“

Pete Worden, Exekutivdirektor der Breakthrough Listen Initiative, schätzt die Wahrscheinlichkeit für einen anthropogenen Ursprung des Signals auf 99,9 % und merkte an, dass dieses, sowie weitere noch unberichtete Signale, wahrscheinlich durch „Interferenz, die wir noch nicht erklären können“ verursacht worden sind. Dennoch schien es neben dem Wow!-Signal als eines der zwei bis dato stärksten Kandidaten für empfangene ETI-Radiosignale zu gelten.